# Chorey-les-Beaune
Chorey-les-Beaune ist eine französische Gemeinde mit 596 Einwohnern (Stand 1. Januar 2022) und einer Fläche von 5,6 km². Sie liegt im nördlichen Teil der Côte de Beaune, etwa fünf Kilometer von Beaune entfernt östlich von der RN 74 auf einer Höhe zwischen 199 und 245 m über dem Meer und gehört zum Département Côte-d’Or. Wegen seiner Weine ist Chorey-les-Beaune sehr bekannt.
Die Gemeinde Chorey hat 1995 den Namenszusatz -les-Beaune angefügt.

## Bevölkerungsentwicklung
| Jahr                       | 1962 | 1968 | 1975 | 1982 | 1990 | 1999 | 2006 | 2016 |
| Einwohner                  | 372  | 422  | 484  | 503  | 508  | 516  | 468  | 632  |
| Quellen: Cassini und INSEE |      |      |      |      |      |      |      |      |

## Weinbau in Chorey-les-Beaune
Die Gemeinde mit der gleichnamigen Appellation verfügt über 134 ha Anbaufläche, die im Norden an die Appellation Aloxe-Corton grenzt. Fast ausschließlich werden Rotweine aus Pinot noir, angereichert mit Pinot Liébault und Pinot gris erzeugt. Ein Teil der Weine wird unter der Appellation Côte de Beaune-Villages, ein anderer Teil auch unter Chorey-les-Beaune Côte de Beaune verkauft. Grands Crus oder Premiers Crus werden hier nicht erzeugt.

## Sehenswürdigkeiten
- Sammlung gallo-römischer Antiken des Marquis de Migieu
- Statue mit Stute und Fohlen, gewidmet der Göttin Epona
- Schloss Chorey aus dem 17. Jahrhundert mit den zwei runden Türmen der Mörderinnen sowie monumentalen Kaminen und einem Taubenhaus